# Galatheanthemum hadale
Galatheanthemum hadale är en havsanemonart som beskrevs av Oscar Henrik Carlgren 1956. Galatheanthemum hadale ingår i släktet Galatheanthemum och familjen Galatheanthemidae. Inga underarter finns listade i Catalogue of Life.